# Arceo (La Coruña)
Arceo (llamada oficialmente San Vicenzo de Arceo) es una parroquia y un lugar español del municipio de Boimorto, en la provincia de La Coruña, Galicia. 

## Otras denominaciones
La parroquia también es conocida por el nombre de San Vicente de Arceo.

## Entidades de población
Entidades de población que forman parte de la parroquia:
- Arceo
- Barcia
- Leira Longa (A Leira Longa)
- Lobomorto
- Outeiro (O Outeiro)
- Ponte Boado (A Ponte Boado)
- Quintás (As Quintás)
- Santarandel
- Vilaverde
  - Vilaverde de Abajo (Vilaverde de Abaixo)
  - Vilaverde de Arriba
- Arosa
- Campos (Os Campos)
- Canto do Balo (O Canto do Valo)
- Carballeira (A Carballeira)
- Campo (A Casa do Campo)
- Casanova (A Casanova)
- Castelo (O Castelo)
- Cerdeiriña (A Cerdeiriña)
- Corredoira (A Corredoira)
- La Iglesia (Eirixe)
- Pazo-Guerras (Os Guerras)
- Molinos de Baldoña (Os Muíños de Valdoña)
- A Ponte Castro
- A Telleira

## Despoblado
Despoblado que forma parte de la parroquia:
- Pazo (O Pazo)

## Demografía

### Parroquia
| Gráfica de evolución demográfica de Arceo (parroquia) entre 2000 y 2018 |
|                                                                         |
| Datos según el nomenclátor publicado por el INE.                        |

### Lugar
| Gráfica de evolución demográfica de Arceo (lugar) entre 2000 y 2018 |
|                                                                     |
| Datos según el nomenclátor publicado por el INE.                    |